# La Légende de Beowulf
Pour les articles homonymes, voir Beowulf (homonymie).
Pour plus de détails, voir Fiche technique et Distribution.
La Légende de Beowulf (Beowulf) est un film d'animation américano-britannique réalisé par Robert Zemeckis et sorti en 2007. Il s'agit d'une libre adaptation cinématographique du poème épique anglo-saxon du même nom.
Le film est réalisé selon le procédé de capture de mouvement, déjà utilisé par le réalisateur sur son précédent film Le Pôle express. Ce film est par ailleurs sorti dans une version 3D dans les cinémas disposant de cette technologie.

## Scénario
Le roi des Danois Hroðgar, ancien héros aux multiples hauts faits devenu un vieil ivrogne obèse, fête bruyamment en compagnie de tous ses guerriers l’inauguration de sa grande salle, Heorot. Le bruit de la fête parvient aux oreilles de Grendel, et semble causer à cet être difforme et monstrueux des douleurs insupportables.
Alors que les célébrations battent son plein, Grendel fait irruption dans la salle et massacre une partie de l’assistance. Au moment où le monstre s’apprête à tuer la reine Wealtheow, le vieux roi ivre, dont tous les barons survivants ont fui, brandit son épée et défie Grendel. Bizarrement, celui-ci refuse de s’en prendre à lui et s’enfuit.
Hrothgar, dès le lendemain, fait fermer sa grande salle. Le royaume vit dans l’affliction et la crainte, ni les anciens dieux, ni la nouvelle religion du Christ ne semblant d’aucune aide pour faire cesser la terreur de Grendel.
Un jour, un drakkar accoste près du château, portant Beowulf et ses fidèles compagnons. Celui-ci se présente au roi, qui fut autrefois un ami de son défunt père. Beowulf promet de tuer Grendel, et répond fièrement aux moqueries d’Unferth, le conseiller du roi, en se vantant d’exploits sans doute imaginaires accomplis contre des monstres marins. Il est vite évident que si Beowulf est un homme magnifique et un guerrier réputé, c’est aussi un orgueilleux, soucieux avant tout de construire sa propre légende, quitte à embellir sans vergogne la réalité.
Le soir même, une fête est donnée dans la grande salle, à la fois pour honorer Beowulf et pour défier Grendel. La reine Wealtheow est visiblement séduite par le héros. Après que le couple royal s’est retiré pour la nuit, on apprend que la reine, par répugnance, s’est toujours refusée à son époux. En fait, Grendel est le fruit monstrueux des amours inavouables du roi avec une créature démoniaque. Son mariage n’ayant pas été consommé, Hrothgar n’a pas d’héritier, et paye ainsi ses mensonges et ses désirs impurs.
Pendant ce temps, Beowulf s’apprête au combat. Sachant que Grendel est sans autres armes que sa force herculéenne, il se dévêt entièrement pour affronter le monstre à égalité, se couche tranquillement, puis demande à ses guerriers de chanter bruyamment pour attirer celui-ci. Quand Grendel fracasse les portes de la salle, un combat épique a lieu, où Grendel se montre invulnérable aux haches et aux épées. Cependant, Beowulf trouve le point faible du monstre – son ouïe sensible – et le vainc, puis lui arrache un bras. Grendel, devenu plus pitoyable qu’effrayant, s’enfuit dans son repaire pour mourir auprès de sa mère, en dénonçant Beowulf (qui, par orgueil, a eu l’imprudence de lui dire son nom) comme son meurtrier. La créature (que l’on ne voit pas) entre dans une rage folle et crie vengeance.
Le lendemain, Hrothgar, se croyant libéré de la malédiction, organise une grande fête dans sa salle, et récompense Beowulf en lui donnant son plus précieux trésor, une corne à boire en or massif qu’il a lui-même, prétend-il, autrefois dérobée au dragon Fáfnir. Alors que tout le monde dort, la mère de Grendel apparaît en rêve à Beowulf sous la forme de la reine, qui soudain se transforme en un monstre effrayant. À son réveil, le héros découvre tous ses compagnons massacrés, à l’exception de son lieutenant Wiglaf, qui était allé préparer le navire pour le départ. Beowulf, fou de colère à la fois contre la créature et contre Hrothgar qui lui a menti, s’en va avec Wiglaf vers le repaire de la mère de Grendel – un lac au fond d’une grotte. Il est armé d’une épée précieuse qu’Unferth, se repentant de ses moqueries, lui a confiée, et de la corne d’or, qui l’éclaire comme un flambeau.
Quand Beowulf pénètre dans la grotte, il s’avance dans le lac et découvre une salle remplie de trésors et d'ossements, avec en son centre le cadavre de Grendel. Alors, la mère de celui-ci, un esprit des eaux, lui apparaît. En fait de monstre, il s’agit d’une femme à la peau d’or, d’une beauté inimaginable. La mère de Grendel, au lieu d’attaquer Beowulf, s’approche de lui et exige qu’il lui donne un nouveau fils pour remplacer celui qu’il a tué. En échange, elle promet de faire de lui un roi puissant et riche. Elle lui demande également la corne d’or en gage de leur accord, promettant au héros que son règne durera tant que celle-ci sera en sa possession. La créature enlace Beowulf. Au simple contact de sa main, l’épée d’Unferth se transforme en eau. De même, la volonté de Beowulf s’effondre, et le héros succombe au désir et à l’ambition.
À son retour à Heorot, Beowulf ment avec aplomb. Il proclame avoir tué la mère de Grendel, qu’il décrit comme une horrible harpie, tout en s’excusant d’avoir perdu à jamais épée et corne dans la fureur du combat. Pour prouver ses dires, il a ramené la tête de Grendel. Le vieux Hrothgar n’est pas dupe, et le fait comprendre à Beowulf. « Mais maintenant » lui dit-il, « cette malédiction n’est plus la mienne ». Le soir même, Hrothgar, devant tous ses barons, annonce que puisqu’il n’a pas d’héritier, Beowulf lui succédera sur le trône – et épousera Wealtheow. Puis, profitant du tumulte, il dégaine son épée pour mourir en guerrier et se jette d’un balcon qui domine une falaise. Qu’ils le veuillent ou non, les nobles danois n’ont plus le choix : Beowulf est leur nouveau roi.
De nombreuses années ont passé. Beowulf, grisonnant mais toujours superbe, est devenu le souverain invincible et riche qu’il rêvait d’être. Mais si le royaume est puissant, le roi n’est pas heureux. Les ennemis se pressent aux frontières, poussés par le seul désir d’acquérir la gloire en vainquant le fameux Beowulf. Mais les combats n’ont plus la saveur d’autrefois, et le héros vieilli, réduit à commander son armée sans intervenir lui-même, est las de voir massacrer des hommes. En privé, ce n’est pas mieux : Wealtheow, qui a bien senti le mensonge sous les vantardises de son nouvel époux, s’est lentement détournée de lui. Le couple n’a pas eu d’enfant. Pour égayer ses nuits, le roi s’est choisi une jeune maîtresse, Ursula, et les deux femmes en sont venues à sympathiser. Le conseiller Unferth, de son côté, est devenu prêtre chrétien, tout en gardant à son service un esclave qu’il maltraite.
Un soir, alors que le royaume célèbre l’anniversaire de la victoire sur Grendel et que les bardes chantent la légende du grand roi Beowulf – qui s’augmente de nouveaux exploits sanglants chaque année – l’esclave d’Unferth est amené par son maître furieux devant le roi. Le malheureux avoue avoir découvert la corne d’or gisant dans un marais, et l’avoir emportée dans l’espoir d’acheter sa liberté. Unferth remet la corne à Beowulf, mais celui-ci comprend que l’accord le liant à la mère de Grendel est rompu, et qu’il va devoir payer le prix de son orgueil. Dans la nuit, il rêve de la créature, qui est accompagnée d’un homme à la peau d’or – son fils. Au même instant, Wealtheow et Ursula aperçoivent dans le ciel un dragon terrifiant, qui s’attaque au village voisin et dévaste l’église. Unferth, cruellement brûlé, est ramené au château, et annonce à Beowulf que la bête lui a parlé, lui disant que le marché avait été rompu et légitimant les massacres au nom de ce que Beowulf avait commis : « les péchés des pères ».
Le lendemain, Beowulf s’arme pour la bataille. Estimant à peu de choses ses chances de survie, il demande à Wealtheow, qui lui avoue n’avoir jamais cessé de l’aimer, de se souvenir de lui non comme d’un héros ou d’un roi, mais comme d’un homme faillible et imparfait. Ensuite, accompagné du fidèle Wiglaf, il s’avance vers la grotte. Devant l’entrée, il essaye d’avouer la vérité à Wiglaf, mais son vieux compagnon, tout à son admiration, ne veut rien entendre. Puis il entre à nouveau dans la sombre caverne et tente de rendre la corne d’or à la mère de Grendel. Mais la créature lui répond qu’il est trop tard, et le gigantesque dragon se précipite sur lui en crachant son feu, puis s’envole en direction du château. Beowulf poursuit le monstre et parvient à s’accrocher à lui.
Dans la terrible bataille qui s’ensuit, où une partie de l’armée est détruite, Beowulf réussit à empêcher la bête de brûler Wealtheow et Ursula, mais doit sacrifier un de ses bras afin d’atteindre le cœur du dragon et le tuer. Vainqueur et vaincu chutent du haut de la tour au bas de la falaise. Beowulf mourant voit alors le dragon se transformer en l’homme doré qu’il a vu en rêve, il dépose sa main valide sur son épaule et esquisse un sourire. Puis l'homme se dissout dans la mer. Il est ensuite rejoint par Wiglaf, qui a survécu. Beowulf lui confie les destinées du royaume, puis, alors que son vieux fidèle imagine déjà comment terminer glorieusement la légende de Beowulf, le héros s’éteint après lui avoir dit : « il n’est plus temps de mentir, mon ami ».
Beowulf reçoit les funérailles d’un roi viking. Son corps, entouré des trésors qu'il a acquis durant son règne, est couché sur un drakkar lancé vers la mer avant d'être enflammé. Wiglaf, devenu roi à son tour, prononce un discours funèbre élogieux et mensonger à la gloire du héros sans peur et sans reproche qu’a été son ami, continuant le cycle du mensonge malgré les paroles de Beowulf, puis suit des yeux le navire embrasé. Avant qu’il ne sombre, il voit la mère de Grendel enlaçant le corps de Beowulf au milieu des flammes. Intrigué, il s’avance sur la plage. Enfouie dans le sable il trouve la corne d'or. La créature sort alors des vagues, et jette sur lui un dernier regard. Le vieux Wiglaf le lui soutient, laissant le futur incertain sur la proposition implicite de la mère de Grendel: céder à la tentation et à l'ambition en répétant le cycle, ou le briser en ne répétant pas les mêmes erreurs que Hrothgar et Beowulf.

## Fiche technique
- Titre francophone : La Légende de Beowulf
- Titre original : Beowulf
- Réalisation : Robert Zemeckis
- Scénario : Neil Gaiman et Roger Avary d'après le poème épique médiéval Beowulf
- Musique : Alan Silvestri
- Décors : Doug Chiang
- Costumes : Gabriella Pescucci
- Photographie : Robert Presley
- Montage : Jeremiah O'Driscoll
- Direction artistique : Norman Newberry et Greg Papalia
- Production : Jack Rapke, Steve Starkey et Robert Zemeckis
  - Producteurs délégués : Roger Avary, Neil Gaiman et Martin Shafer
  - Coproducteur : Steven J. Boyd
  - Producteurs associés : Jacqueline Lopez, Josh McLaglen et Peter M. Tobyansen
- Sociétés de production : ImageMovers et Shangri-La Entertainment
- Sociétés de distribution : Paramount Pictures (États-Unis), Warner Bros. (France)
- Pays de production :  États-Unis,  Royaume-Uni
- Budget : 150 millions de $[1] (estimation)
- Langues originales : anglais, vieil anglais
- Genre : animation, fantasy, action, aventure
- Durée : 115 minutes
- Dates de sortie[2] :
  - Royaume-Uni, États-Unis : 16 novembre 2007 (déconseillé aux moins de 16 ans)
  - France : 21 novembre 2007

## Distribution
N.B. : le jeu des personnages a été capturé sur celui d'acteurs, certains très renommés qui tiennent les principaux rôles. D'autres n'offrent que leur voix
- Ray Winstone (VF : Jean-Yves Berteloot) : Beowulf / (VF : Jean-Paul Pitolin) : l'homme doré
- Anthony Hopkins (VF : Jean-Pierre Moulin) : Hrothgar
- Angelina Jolie (VF : Marjorie Frantz) : La mère de Grendel
- John Malkovich (VF : Edgar Givry) : Unferth
- Robin Wright (VF : Marianne Basler (dialogues) / Claire Guyot (chants)) : Wealhtheow
- Brendan Gleeson (VF : Patrick Béthune) : Wiglaf
- Crispin Glover (VF : Jean-Philippe Puymartin) : Grendel
- Alison Lohman (VF : Aurélie Billetdoux) : Ursula
- Costas Mandylor (VF : Serge Faliu) : Hondshew
- Greg Ellis : Garmund
- Sebastian Roché (VF : Luc Boulad) : Wulfgar
- Dominic Keating (VF : Éric Etcheverry) : Cain
- Charlotte Salt : Estrith
- Nick Jameson : un thegn ivre

## Production

### Genèse du projet
En 1996, Neil Gaiman et Roger Avary écrivent l'adaptation de la série de comics Sandman créée par le premier, mais le projet est abandonné par la Warner. En mai 1997, ils décident alors d'adapter le célèbre poème épique anglo-saxon Beowulf. Une option est mise sur le script par la société ImageMovers de Robert Zemeckis, en prévision d'un partenariat avec DreamWorks pour un film réalisé par Roger Avary et produit par Robert Zemeckis. Roger Avary souhaite en faire un « petit » film, avec un budget d'environ 15 ou 20 millions de dollars, dans la lignée de Jabberwocky et Excalibur. Mais le projet n'aboutit pas ; l'option étant levée, les droits reviennent à Roger Avary. Ce dernier se lance cependant dans la réalisation des Lois de l'attraction.
En janvier 2005, le producteur Steve Bing tente de convaincre Roger Avary que Robert Zemeckis peut réaliser lui-même le film en utilisant la capture de mouvement, qu'il a testée sur Le Pôle express. Robert Zemeckis n'est pas fan du poème mais adore le scénario. Il demande cependant certaines réécritures car selon lui, la capture de mouvement permet pour un budget égal plus de richesses visuelles. Certaines scènes sont donc étoffées, notamment le combat avec le dragon qui passe d'une confrontation assez « bavarde » à une bataille épique au bord de la mer.

### Tournage
Un plateau d'environ 8 mètres sur 10 (25 pieds sur 35) a été construit à Culver City et truffé de 244 caméras Vicon MX40. Les acteurs interagissent dans cet univers avec 78 capteurs sur le corps. Le réalisateur peut visualiser avec une caméra virtuelle chaque plan.

### Bande originale
La musique du film est composée et dirigée par Alan Silvestri, collaborateur très régulier des films de Robert Zemeckis.
Listes des titres
1. Beowulf Main Title (0:53)
2. First Grendel Attack (1:50)
3. Gently As She Goes (1:36), chanté par Robin Wright
4. What We Need Is A Hero (1:40)
5. I'm Here To Kill Your Monster (1:46)
6. I Did Not Win The Race (2:15)
7. A Hero Comes Home (1:08), chanté par Robin Wright
8. Second Grendel Attack (4:02)
9. I Am Beowulf (4:33)
10. The Seduction (4:03)
11. King Beowulf (1:44)
12. He Has A Story To Tell (2:42)
13. Full Of Fine Promises (1:11)
14. Beowulf Slays The Beast (6:02)
15. He Was The Best Of Us (5:23)
16. The Final Seduction (2:24)
17. A Hero Comes Home - (End Credits Version) (3:11), chanté par Idina Menzel

## Sortie et accueil

### Box-office
Le film ne performe pas sur le plan commercial. Il totalise plus de 196 millions de dollars au box-office, pour un budget de production de près de 150 millions (sans compter les dépenses de marketing).
| Pays ou région     | Box-office      | Date d'arrêt du box-office | Nombre de semaines |
| ------------------ | --------------- | -------------------------- | ------------------ |
| États-Unis, Canada | 82 280 579 $    | 31 janvier 2008            | 11                 |
| France             | 433 146 entrées | -                          | -                  |
| Total mondial      | 196 393 745 $   |                            |                    |